# John Harshman
John Harshman es un diseñador de juegos estadounidense conocido por su trabajo en el desarrollo de juegos de mesa y de rol, particularmente durante las décadas de 1970 y 1980.

## Carrera

### Game Designers' Workshop (GDW)
En 1975, Game Designers' Workshop (GDW) publicó Triplanetary de Harshman y Marc Miller . 
En GDW, Harshman, Frank Chadwick y Loren Wiseman ayudaron a Miller a diseñar Traveller . Publicado en 1977, "Traveller" es uno de los juegos de rol de ciencia ficción más antiguos y duraderos, centrado en la exploración espacial y la construcción de mundos.
Si bien Harshman no es uno de los principales creadores de "Traveller", sí colaboró en su desarrollo y en la creación de algunos suplementos, aportando su experiencia en sistemas de reglas. GDW fue una compañía con un enfoque más técnico y detallado en sus juegos, lo que se alineaba bien con el estilo de diseño de Harshman, que se caracterizaba por su realismo y atención al detalle en las mecánicas.
En los primeros años de "Traveller", GDW publicó numerosos suplementos y expansiones que ampliaban el universo del juego, y Harshman fue parte del equipo detrás de algunos de estos contenidos.
Harshman había estado trabajando en GDW dirigiendo el desarrollo de Imperium, y cuando GDW licenció Traveller a otras compañías, se convirtió en el contacto dentro de la compañía para estos otros editores. 

### "RuneQuest" por Chaosium
Una de sus contribuciones más destacadas fue en el juego de rol "RuneQuest", uno de los más influyentes en su tiempo.
"RuneQuest" es un juego de rol de fantasía creado por Steve Perrin, pero Harshman fue parte del equipo de desarrollo y ayudó a darle forma. Publicado por Chaosium en 1978, este juego introdujo un sistema de juego que era diferente al enfoque de "Dungeons & Dragons", el pionero del género. Mientras que D&D se centraba en un sistema de clases de personajes y niveles, "RuneQuest" utilizaba un sistema basado en habilidades y porcentajes, lo que daba una sensación más realista y detallada.
Además de su trabajo en RuneQuest, Harshman también trabajó en otros juegos y proyectos relacionados con el diseño de sistemas de juego, y es conocido en la comunidad de juegos de mesa por su enfoque innovador y detallado en la creación de reglas y mecánicas que equilibren realismo y jugabilidad.
El legado de Harshman se vincula a su capacidad para colaborar en el diseño de sistemas de juegos que se convirtieron en referentes, influyendo a diseñadores de generaciones posteriores. Aunque no es uno de los nombres más conocidos fuera de los círculos especializados, su trabajo ha tenido un impacto duradero en el diseño de juegos de rol y de mesa.